# Cryptopygus sverdrupi
Cryptopygus sverdrupi är en urinsektsart som beskrevs av Lawrence 1978. Cryptopygus sverdrupi ingår i släktet Cryptopygus och familjen Isotomidae. Inga underarter finns listade i Catalogue of Life.